# Przygoda (czasopismo)
Przygoda – tygodnik dla młodzieży wydawany w latach 1957–1958, kontynuujący w pewnym stopniu tradycję czasopism przedwojennych oraz tych wydawanych tuż po wojnie (np. „Świat Przygód”, „Wędrowiec”, „Karuzela” czy „Nowy Świat Przygód”), prezentujący oprócz opowiadań o tematyce przygodowej dużą liczbę komiksów polskich autorów.
Łącznie ukazało się 97 numerów.